# Surf Nazis Must Die
Surf Nazis Must Die (conocida en Latinoamérica como Los surfistas nazis deben morir) es una película de explotación estadounidense de 1987 dirigida por Peter George con guion de Jon Ayre. Fue distribuida por Troma Entertainment, una compañía conocida por sus películas de explotación de bajo presupuesto.
Surf Nazis Must Die recibió críticas muy negativas de parte de la prensa especializada, quienes la tildaron de aburrida y complicada de seguir y criticaron las actuaciones, el guion y el trabajo de cámara. Janet Maslin escribió: "Ni siquiera los familiares de los actores encontrarán esta película interesante". El crítico Roger Ebert afirmó que tuvo que abandonar la sala media hora después de iniciar la proyección.

## Sinopsis
Un terremoto deja la costa de California en ruinas y reduce las playas a un estado de caos. Un grupo de neonazis dirigido por Adolf (Brenner), el autoproclamado "Führer de las nuevas playas", aprovecha el caos resultante para luchar contra varias bandas de surfistas rivales para hacerse con el control de las playas. Mientras tanto, los surfistas nazis matan a un obrero petrolero afroamericano llamado Leroy (Harden) mientras trota en la playa. La madre de Leroy, "Mamá" Washington (Neely), devastada por la pérdida de su hijo, promete venganza. Después de armarse con una pistola y granadas, sale de su casa de retiro a vengarse de los surfistas nazis.

## Reparto
| Actor          | Personaje                 |
| -------------- | ------------------------- |
| Gail Neely     | Eleanor "Mamá" Washington |
| Robert Harden  | Leroy                     |
| Barry Brenner  | Adolf                     |
| Dawn Wildsmith | Eva                       |
| Michael Sonye  | Mengele                   |
| Joel Hile      | Hook                      |
| Gene Mitchell  | Brutus                    |
| Tom Shell      | Smeg                      |
| Bobbie Bresee  | Madre de Smeg             |
| Tom Demenkoff  | Ariel                     |